# Ahrenshoop
Ahrenshoop é um município da Alemanha localizado no distrito de Vorpommern-Rügen, Darß, estado de Mecklemburgo-Pomerânia Ocidental.
Pertence ao Amt de Darß/Fischland.